# Ляди (Ленінградська область)
Ляди (рос. Ляды) — присілок у Гатчинському районі Ленінградської області Російської Федерації.
Населення становить 54 особи. Належить до муніципального утворення Рождественське сільське поселення.

## Географія
Населений пункт розташований на південній околиці міста Санкт-Петербурга.

## Історія
Згідно із законом від 16 грудня 2004 року № 113—оз належить до муніципального утворення Рождественське сільське поселення.

## Населення
| 1838 | 1848 | 1862 | 1928 | 1958 | 1997 | 2002 |
| ---- | ---- | ---- | ---- | ---- | ---- | ---- |
| 134  | ↗152 | ↘107 | ↗369 | ↘179 | ↘92  | ↘88  |
| 2007 | 2010 | 2011 | 2017 |      |      |      |
| ↘65  | ↗72  | ↘54  | →54  |      |      |      |